# Ешвеге
Ешвеге (на немски: Eschwege) е град в регион Касел в Хесен, Германия с 19 470 жители (към 31 декември 2013).
Намира се на река Вера и на 52 km северозападно от град Касел и на ок. 55 km южно от град Гьотинген.
Споменат е за пръв път през 974 г. като Eskinivvach. Споменава се и като Eskiniwach, Eschewei или Ischewei.